# Joaquim Vives i Ximenes
Joaquim Vives i Ximenes fou un advocat i ciutadà honrat de Barcelona, nascut el 1671. Fou un dels membres de l'Acadèmia dels Desconfiats, en la que participà en l'edició de les poesies de Francesc Vicent Garcia, Rector de Vallfogona, i hi va incloure dos sonets amb el pseudònim de Rector dels Banys. Durant la Guerra de Successió Espanyola es posà al costat de l'arxiduc Carles d'Àustria i el 1708 fou oficial del braç militar de la ciutat de Barcelona.